# Pacific Coast Hockey Association

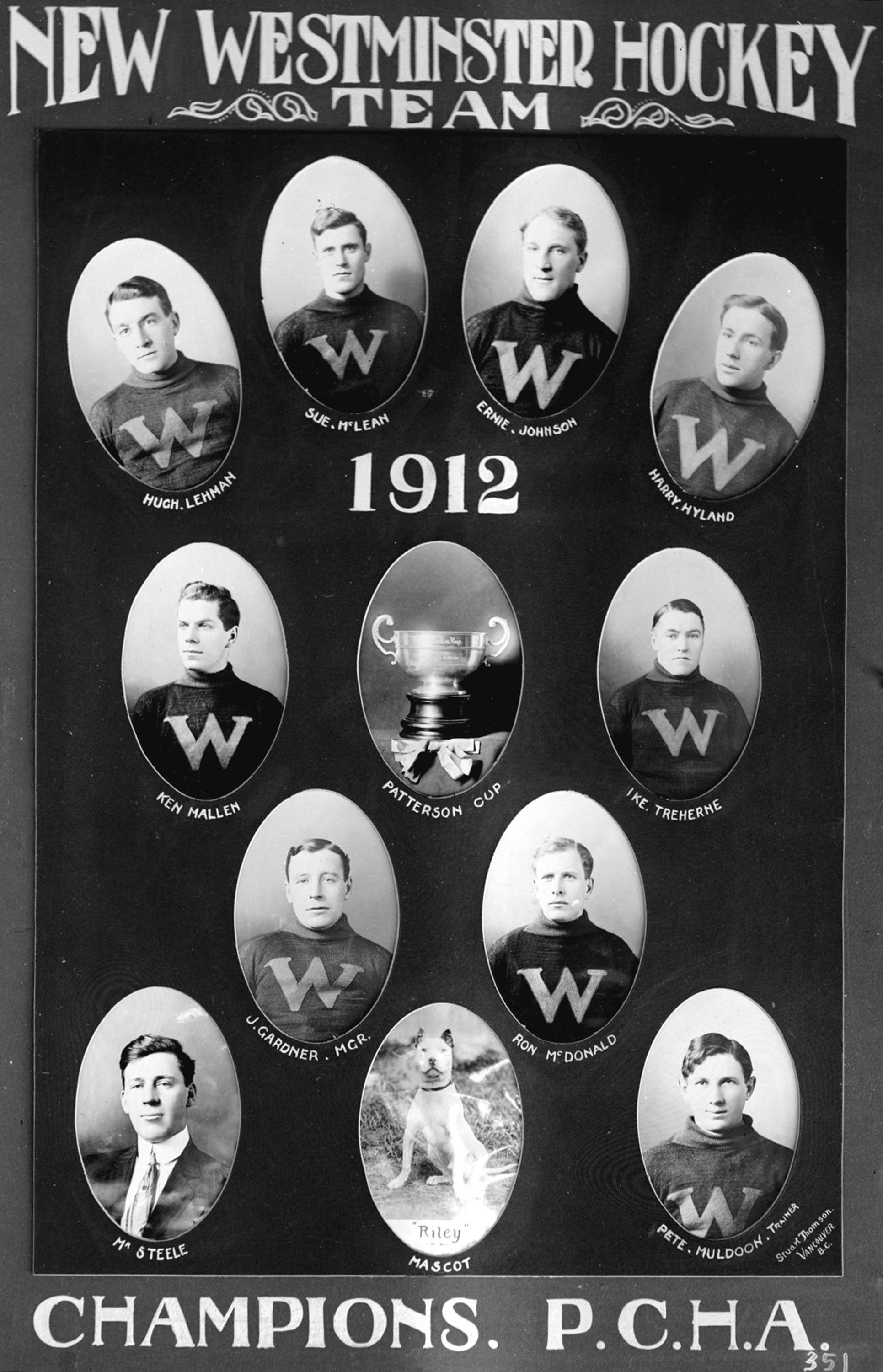
1912 års mästarlag i PCHA New Westminster Royals. Medurs från längst ner till vänster: Mr. Steele, Jimmy Gardner, Ken Mallen, Hugh Lehman, Archie "Sue" McLean, Ernie Johnson, Harry Hyland, George "Ike" Treherne, Ran McDonald och Pete Muldoon.

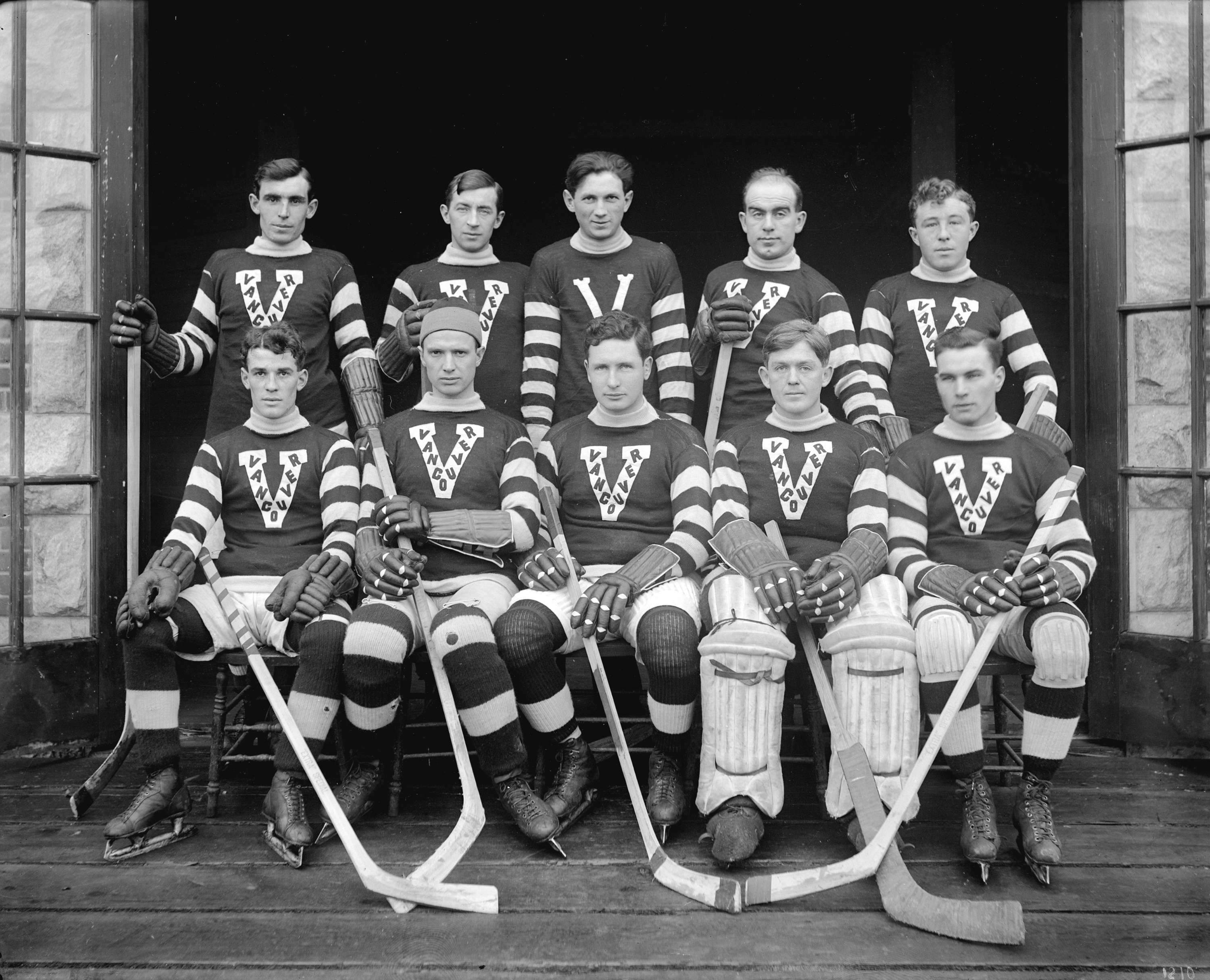
Vancouver Millionaires säsongen 1913–14. Översta raden, från vänster: Smokey Harris, Sibby Nichols, Pete Muldoon, Cyclone Taylor, Chuck Clarke. Främre raden, från vänster: Rusty Lynn, Si Griffis, Frank Patrick, Allan Parr, Frank Nighbor.

Pacific Coast Hockey Association, PCHA, var en professionell ishockeyliga i västra Kanada och nordvästra USA, som startade 1911 och avskaffades 1924, då den sammanslogs med Western Canada Hockey League. PCHA grundades på initiativ av bröderna Lester och Frank Patrick, som både spelade i ligan och drev varsin klubb i Victoria respektive Vancouver.
Under sin tid räknades PCHA som en av de främsta ishockeyligorna tillsammans med NHA på den kanadensiska västkusten. Från 1913 anslöts ligan till Stanley Cup. 1915 vann Vancouver Millionaires Stanley Cup efter att ha besegrat Ottawa Senators i finalserien med 3-0 i matcher. 1917 vann Seattle Metropolitans Stanley Cup efter att ha besegrat Montreal Canadiens med 3-1 i matcher.
Victoria Cougars vann Stanley Cup 1925 som medlem av WCHL.
Berömda spelare som spelade i PCHA var bland annat Cyclone Taylor, Newsy Lalonde, Moose Johnson, Didier Pitre, Frank Nighbor, Tommy Dunderdale, Gordon Roberts, Harry Hyland, Frank Foyston, Hap Holmes, Bernie Morris samt bröderna Lester och Frank Patrick.

## Klubbar
- New Westminster Royals, 1912–1914
  - Portland Rosebuds, 1914–1918
- Seattle Metropolitans, 1915–1924
- Vancouver Millionaires 1912–1922
  - Vancouver Maroons, 1922–1924
- Victoria Senators 1912–1913
  - Victoria Aristocrats 1913–1916
  - Spokane Canaries, 1916–1917
  - Victoria Cougars 1918–1924

## Säsonger och mästarlag
- 1912 – New Westminster Royals
- 1912–13 – Victoria Senators
- 1913–14 – Victoria Aristocrats
- 1914–15 – Vancouver Millionaires
- 1915–16 – Portland Rosebuds
- 1916–17 – Seattle Metropolitans
- 1917–18 – Vancouver Millionaires
- 1919 – Seattle Metropolitans
- 1919–20 – Seattle Metropolitans
- 1920–21 – Vancouver Millionaires
- 1921–22 – Vancouver Millionaires
- 1922–23 – Vancouver Maroons
- 1923–24 – Vancouver Maroons

## Presidenter
- William Pickett Irving – 1912
- Charles Doherty – 1912–13
- Frank Patrick – 1913–1924

### Fotnoter
1. ↑  Stanley Cup Annual Record 1915 nhl.com
2. ↑  Stanley Cup Annual Record 1917 nhl.com
3. ↑  Stanley Cup Annual Record 1925 nhl.com